# Tongliao
Tongliao, tidigare kallad Jirim eller Zhelimu, är en stad på prefekturnivå i Inre Mongoliet i Folkrepubliken Kina. Den ligger omkring 900 kilometer öster om regionhuvudstaden Hohhot.

## Historia
Området, som traditionellt varit den mongoliska khorchin-stammens betesmarker, hette tidigare Jirim (哲里木盟, Жирэм аймаг) och  Jirim var ett av de mongoliska förbund som etablerades av Qingdynastin 1636. När dynastin sönderföll blev Jirim en del av Liaoning-provinsen. 1931 ockuperade den japanska Kwantung-armén området som sedan införlivades med den japanska lydstaten Manchukuo. 
Efter andra världskrigets slut i augusti 1945 återgick Jirim till Republiken Kina och sedan blev en del av provinsen Liaopeh. Efter det att nationalisterna förlorade Manchuriet till kommunister i det kinesiska inbördeskriget 1948 överfördes Jirim till den autonoma regionen Inre Mongoliet som sedan blev en del av Folkrepubliken Kina 1949. I samband med kulturrevolutionens förföljelser av etniska mongoler 1969 överfördes Jirim till Liaoning-provinsen, men återbördades till Inre Mongoliet 1979. Till skillnad från många andra delar av Inre Mongoliet har orten fortfarande en betydande mongolisk befolkning.
År 1999 ombildades förbundet till en stad på prefekturnivå och i samband med detta avskaffades det mongoliska namnet till förmån för ett kinesiskt namn, Tongliao, vilket är en anspelning på Liaodynastin. Stadsdistriktet Horqin utgör den egentliga staden och kallades ursprungligen Bayisingtu på mongoliska.

## Administrativ indelning
Prefekturen Tongliao har en yta som är en tiondel större än Västerbottens län. Tongliaos själva stadskärna består av ett stadsdistrikt (区 qū) som endast utgör 5 procent av prefekturens yta och har 29 procent av dess befolkning. Resten av Tongliao är indelad i en stad på häradsnivå (市 shì), ett härad (县 xiàn) och 5 baner (旗 qí).
| Karta                | Karta                    | Karta          | Karta                   | Karta             | Karta      | Karta                    |
| -------------------- | ------------------------ | -------------- | ----------------------- | ----------------- | ---------- | ------------------------ |
|                      |                          |                |                         |                   |            |                          |
| Nr                   | Namn                     | Kinesiska      | Pinyin                  | Befolkning (2004) | Area (km²) | Befolkningstäthet (/km²) |
| Stadsdistrikt        |                          |                |                         |                   |            |                          |
| 1                    | Horqin                   | 科尔沁区       | Kē'ěrqìn Qū             | 810 000           | 3 212      | 252                      |
| Städer på häradsnivå |                          |                |                         |                   |            |                          |
| 2                    | Holingol                 | 霍林郭勒市     | Huòlínguōlè Shì         | 70 000            | 585        | 120                      |
| Härad                |                          |                |                         |                   |            |                          |
| 3                    | Kailu                    | 开鲁县         | Kāilǔ Xiàn              | 390 000           | 4 488      | 87                       |
| Baner                |                          |                |                         |                   |            |                          |
| 4                    | Hure                     | 库伦旗         | Kùlún Qí                | 180 000           | 4 650      | 39                       |
| 5                    | Naiman                   | 奈曼旗         | Nàimàn Qí               | 430 000           | 8 120      | 53                       |
| 6                    | Jarud                    | 扎鲁特旗       | Zālǔtè Qí               | 300 000           | 17 193     | 17                       |
| 7                    | Mellersta vänstra Horqin | 科尔沁左翼中旗 | Kē'ěrqìn Zuǒyì Zhōng Qí | 530 000           | 9 811      | 54                       |
| 8                    | Bakre vänstra Horqin     | 科尔沁左翼后旗 | Kē'ěrqìn Zuǒyì Hòu Qí   | 400 000           | 11 476     | 35                       |

## Klimat
Genomsnittlig årsnederbörd är 777 millimeter. Den regnigaste månaden är juli, med i genomsnitt 137 mm nederbörd, och den torraste är januari, med 4 mm nederbörd.